# Андска шпореста патица
Андската шпореста патица (Merganetta armata) е вид птица от семейство Патицови (Anatidae), единствен представител на род Merganetta.

## Разпространение и местообитание
Разпространен е в Аржентина, Боливия, Венецуела, Еквадор, Колумбия, Перу и Чили.